# 71-й Венецианский кинофестиваль
71-й Венецианский международный кинофестиваль прошёл в Венеции, Италия, с 27 августа по 6 сентября 2014 года. Смотр открылся чёрной комедией Алехандро Гонсалеса Иньярриту «Бёрдмэн». Почётными «Золотыми львами» за жизненный вклад в мировое киноискусство награждены монтажёр Тельма Скунмейкер и режиссёр Фредерик Уайзмен. Главного приза, «Золотого льва», удостоена шведская философская драма «Голубь сидел на ветке, размышляя о жизни» (реж. — Рой Андерссон), «Серебряного льва» за лучшую режиссуру получил российский постановщик Андрей Кончаловский, создавший экзистенциальную ленту «Белые ночи почтальона Алексея Тряпицына».
Постер фестиваля посвящён режиссёру Франсуа Трюффо. На постере изображён главный герой фильма 1959 года Четыреста ударов в исполнении Жан-Пьера Лео.

## Жюри

### Основной конкурс
|  | Александр Деспла | композитор           | Франция               | председатель жюри |
|  | Джоан Чэнь       | актриса и режиссёр   | Китай                 |                   |
|  | Филип Грёнинг    | режиссёр             | Германия              |                   |
|  | Джессика Хаузнер | режиссёр             | Австрия               |                   |
|  | Джумпа Лахири    | писательница         | США                   |                   |
|  | Сэнди Пауэлл     | художник по костюмам | Великобритания        |                   |
|  | Тим Рот          | актёр                | Великобритания        |                   |
|  | Элиа Сулейман    | режиссёр             | Государство Палестина |                   |
|  | Карло Вердоне    | режиссёр и актёр     | Италия                |                   |

Также два места в жюри были оставлены для заключённой в Иране режиссёра Махназ Мохаммади и заключённого в России украинского режиссёра Олега Сенцова.

### Программа «Горизонты»
- Энн Хёй, режиссёр ( Гонконг) — председатель жюри
- Моран Атиас, актриса ( Израиль)
- Пернилла Аугуст, актриса и режиссёр ( Швеция)
- Дэвид Чейз, сценарист, режиссёр и телевизионный продюсер ( США)
- Махамат Салех Харун, режиссёр ( Чад,  Франция)
- Роберто Минервини, режиссёр и сценарист ( Италия)
- Алин Ташчиян, корреспондент, кинокритик, президент Международной федерации кинопрессы ( Турция)

## Конкурсная программа
| Лауреат «Золотого льва» выделен отдельным цветом. |

### Основной конкурс
| Название                                 | Оригинальное название                              | Режиссёр                     | Страна                                                    |
| ---------------------------------------- | -------------------------------------------------- | ---------------------------- | --------------------------------------------------------- |
| Шрам                                     | The Cut                                            | Фатих Акин                   | Германия · Франция · Польша · Италия · Канада · Турция    |
| Бёрдмэн                                  | Birdman                                            | Алехандро Гонсалес Иньярриту | США                                                       |
| Три сердца                               | 3 coeurs                                           | Бенуа Жако                   | Франция · Германия · Бельгия                              |
| 99 домов                                 | 99 Homes                                           | Рамин Бахрани                | США                                                       |
| Манглхорн                                | Manglehorn                                         | Дэвид Гордон Грин            | США                                                       |
| Вдалеке от людей                         | Loin des hommes                                    | Давид Эльхоффен              | Франция                                                   |
| Пазолини                                 | Pasolini                                           | Абель Феррара                | Франция · Бельгия · Италия                                |
| Невероятный молодой человек              | Il giovane favoloso                                | Марио Мартоне                | Италия                                                    |
| Цена славы                               | La rançon de la gloire                             | Ксавье Бовуа                 | Франция                                                   |
| Голубь сидел на ветке, размышляя о жизни | En duva satt på en gren och funderade på tillvaron | Рой Андерссон                | Швеция · Германия · Норвегия · Франция                    |
| Последний молоток                        | Le dernier coup de marteau                         | Аликс Делапорт               | Франция                                                   |
| Хорошее убийство                         | Good Kill                                          | Эндрю Никкол                 | США                                                       |
| Голодные сердца                          | Hungry Hearts                                      | Саверио Костанзо             | Италия · США                                              |
| Взгляд тишины                            | The Look of Silence                                | Джошуа Оппенхаймер           | Дания · Финляндия · Индонезия · Норвегия · Великобритания |
| Сказки                                   | Ghesse-ha                                          | Рахшан Бани Этемад           | Иран                                                      |
| Белые ночи почтальона Алексея Тряпицына  |                                                    | Андрей Кончаловский          | Россия                                                    |
| Красная амнезия                          | Chuang ru zhe                                      | Ван Сяошуай                  | Китай                                                     |
| Пожары на равнинах                       | Nobi                                               | Синъя Цукамото               | Япония                                                    |
| Чёрные души                              | Anime nere                                         | Франческо Мунци              | Италия · Франция                                          |
| Сивас                                    | Sivas                                              | Каан Мюждеджи                | Германия · Турция                                         |

## Награды
- «Золотой лев»
  - «Голубь сидел на ветке, размышляя о жизни», реж. Рой Андерссон (Франция)
- «Серебряный лев» за лучшую режиссуру
  - Андрей Кончаловский, «Белые ночи почтальона Алексея Тряпицына» (Россия)
- Гран-при жюри
  - «Взгляд тишины», реж. Джошуа Оппенхаймер (Дания, Финляндия, Индонезия, Норвегия, Великобритания)
- Специальный приз жюри
  - «Сивас», реж. Каан Мюждеджи (Германия, Турция)
- Кубок Вольпи за лучшую мужскую роль
  - Адам Драйвер, «Голодные сердца», реж. Саверио Костанзо (Италия, США)
- Кубок Вольпи за лучшую женскую роль
  - Альба Рорвахер, «Голодные сердца», реж. Саверио Костанзо (Италия, США)
- Лучший сценарий
  - Рахшан Бани Этемад, «Сказки», реж. Рахшан Бани Этемад (Иран)
- «Голубой лев»
  - «Летние ночи», реж. Марио Фанфани (Франция)
- Приз имени Марчелло Мастроянни лучшему молодому актёру
  - Ромен Поль, «Последний молоток», реж. Аликс Делапорт (Франция)
- Почётный «Золотой лев» за жизненные достижения
  - Тельма Скунмейкер и Фредерик Вайсман
- Главный приз программы «Горизонты»
  - «Суд», реж. Чайтанья Тамхане (Индия)
- Гран-при жюри программы «Горизонты»
  - «Belluscone. Una storia siciliana», реж. Франко Мареско (Италия)
- Приз программы «Горизонты» за лучшую режиссуру
  - Наджи Абу Новар, «Гордость»